# Grenier-Montgon
Pour les articles homonymes, voir Grenier (homonymie).
Grenier-Montgon est une commune française située dans le département de la Haute-Loire en région Auvergne-Rhône-Alpes.

## Géographie
La commune de Grenier-Montgon doit son nom à deux de ses principaux villages : Grenier, siège de la commune, et Montgon. Les deux villages se situent dans la vallée de la Violette, non loin de son confluent avec l'Alagnon.
Les monts du Cézallier et de la Margeride surplombent le lieu.

### Localisation
La commune de Grenier-Montgon se trouve dans le département de la Haute-Loire, en région Auvergne-Rhône-Alpes.
Elle se situe à 76 km par la route du Puy-en-Velay, préfecture du département, à 17 km de Brioude, sous-préfecture, et à 20 km de Sainte-Florine, bureau centralisateur du canton de Sainte-Florine dont dépend la commune depuis 2015 pour les élections départementales.
Les communes les plus proches sont : 
Espalem (3,7 km), Blesle (3,9 km), Massiac (4,1 km), Saint-Étienne-sur-Blesle (5,2 km), Lubilhac (5,5 km), Saint-Beauzire (5,9 km), Auriac-l'Église (5,9 km), Autrac (6,8 km).
|        | Espalem         |                |
| Blesle | Grenier-Montgon | Saint-Beauzire |
|        | Massiac Cantal  | Lubilhac       |

### Climat
Pour des articles plus généraux, voir Climat d'Auvergne-Rhône-Alpes et Climat de la Haute-Loire.
En 2010, le climat de la commune est de type climat océanique altéré, selon une étude du Centre national de la recherche scientifique s'appuyant sur une série de données couvrant la période 1971-2000. En 2020, Météo-France publie une typologie des climats de la France métropolitaine dans laquelle la commune est exposée à un climat de montagne ou de marges de montagne et est dans la région climatique Nord-est du Massif Central, caractérisée par une pluviométrie annuelle de 800 à 1 200 mm, bien répartie dans l’année.
Pour la période 1971-2000, la température annuelle moyenne est de 9,8 °C, avec une amplitude thermique annuelle de 15,8 °C. Le cumul annuel moyen de précipitations est de 681 mm, avec 8,3 jours de précipitations en janvier et 6,2 jours en juillet. Pour la période 1991-2020, la température moyenne annuelle observée sur la station météorologique de Météo-France la plus proche, « Massiac », sur la commune de Massiac à 4 km à vol d'oiseau, est de 11,1 °C et le cumul annuel moyen de précipitations est de 633,4 mm,. Pour l'avenir, les paramètres climatiques de la commune estimés pour 2050 selon différents scénarios d'émission de gaz à effet de serre sont consultables sur un site dédié publié par Météo-France en novembre 2022.

## Urbanisme

### Typologie
Au 1er janvier 2024, Grenier-Montgon est catégorisée commune rurale à habitat très dispersé, selon la nouvelle grille communale de densité à sept niveaux définie par l'Insee en 2022.
Elle est située hors unité urbaine. Par ailleurs la commune fait partie de l'aire d'attraction de Brioude, dont elle est une commune de la couronne,. Cette aire, qui regroupe 39 communes, est catégorisée dans les aires de moins de 50 000 habitants,.

### Occupation des sols
L'occupation des sols de la commune, telle qu'elle ressort de la base de données européenne d’occupation biophysique des sols Corine Land Cover (CLC), est marquée par l'importance des forêts et milieux semi-naturels (68,3 % en 2018), une proportion identique à celle de 1990 (68,3 %). La répartition détaillée en 2018 est la suivante : 
forêts (52,1 %), prairies (19,3 %), milieux à végétation arbustive et/ou herbacée (16,2 %), terres arables (7,6 %), zones urbanisées (4,9 %). L'évolution de l’occupation des sols de la commune et de ses infrastructures peut être observée sur les différentes représentations cartographiques du territoire : la carte de Cassini (XVIIIe siècle), la carte d'état-major (1820-1866) et les cartes ou photos aériennes de l'IGN pour la période actuelle (1950 à aujourd'hui).

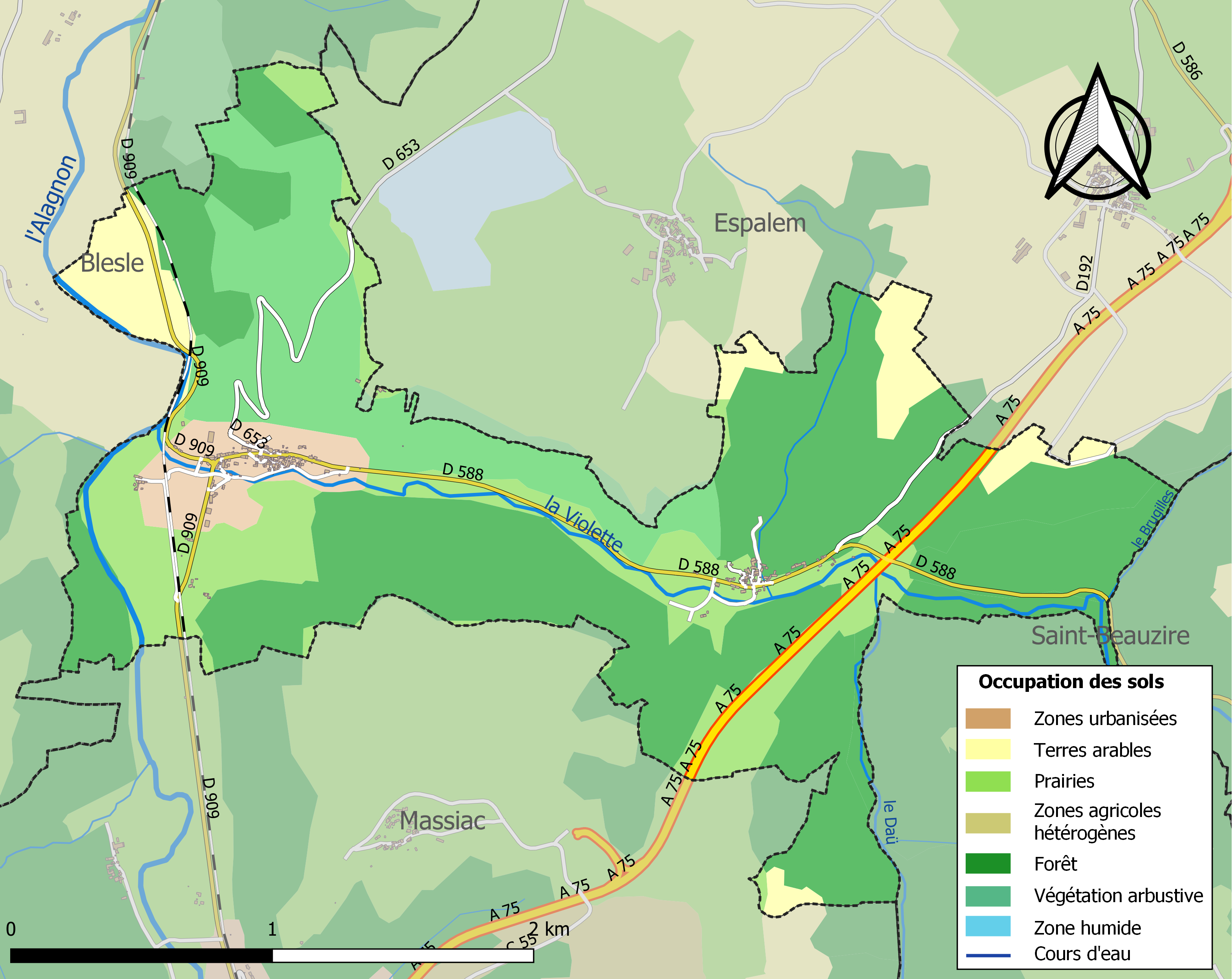
Carte des infrastructures et de l'occupation des sols de la commune en 2018 (CLC).

### Habitat et logement
En 2018, le nombre total de logements dans la commune était de 91, alors qu'il était de 88 en 2013 et de 87 en 2008.
Parmi ces logements, 63,5 % étaient des résidences principales, 17,7 % des résidences secondaires et 18,8 % des logements vacants. Ces logements étaient pour 97,8 % d'entre eux des maisons individuelles et pour 2,2 % des appartements.
Le tableau ci-dessous présente la typologie des logements à Grenier-Montgon en 2018 en comparaison avec celle de la Haute-Loire et de la France entière. Une caractéristique marquante du parc de logements est ainsi une proportion de résidences secondaires et logements occasionnels (17,7 %) supérieure à celle du département (16,1 %) et à celle de la France entière (9,7 %). Concernant le statut d'occupation de ces logements, 80,7 % des habitants de la commune sont propriétaires de leur logement (87,5 % en 2013), contre 70 % pour la Haute-Loire et 57,5 pour la France entière.
| Typologie                                               | Grenier-Montgon | Haute-Loire | France entière |
| ------------------------------------------------------- | --------------- | ----------- | -------------- |
| Résidences principales (en %)                           | 63,5            | 71,5        | 82,1           |
| Résidences secondaires et logements occasionnels (en %) | 17,7            | 16,1        | 9,7            |
| Logements vacants (en %)                                | 18,8            | 12,4        | 8,2            |

## Politique et administration

### Découpage territorial
La commune de Grenier-Montgon est membre de la communauté de communes Brioude Sud Auvergne, un établissement public de coopération intercommunale (EPCI) à fiscalité propre créé le 11 décembre 2018 dont le siège est à Brioude. Ce dernier est par ailleurs membre d'autres groupements intercommunaux.
Sur le plan administratif, elle est rattachée à l'arrondissement de Brioude, au département de la Haute-Loire, en tant que circonscription administrative de l'État, et à la région Auvergne-Rhône-Alpes.
Sur le plan électoral, elle dépend du canton de Sainte-Florine pour l'élection des conseillers départementaux, depuis le redécoupage cantonal de 2014 entré en vigueur en 2015, et de la deuxième circonscription de la Haute-Loire   pour les élections législatives, depuis le redécoupage électoral de 1986.

### Liste des maires
| Période                                  | Période                    | Identité        | Étiquette | Qualité |
| ---------------------------------------- | -------------------------- | --------------- | --------- | ------- |
| Les données manquantes sont à compléter. |                            |                 |           |         |
| mars 2001                                | juillet 2006               | Jacques Perche  |           |         |
| juillet 2006                             | mars 2008                  | Jean Darcellier |           |         |
| mars 2008                                | En cours (au 27 août 2014) | Jacques Filiol  |           |         |

## Population et société

### Démographie

#### Évolution démographique
L'évolution du nombre d'habitants est connue à travers les recensements de la population effectués dans la commune depuis 1793. Pour les communes de moins de 10 000 habitants, une enquête de recensement portant sur toute la population est réalisée tous les cinq ans, les populations de référence des années intermédiaires étant quant à elles estimées par interpolation ou extrapolation. Pour la commune, le premier recensement exhaustif entrant dans le cadre du nouveau dispositif a été réalisé en 2004.

En 2022, la commune comptait 111 habitants, en évolution de −3,48 % par rapport à 2016 (Haute-Loire : +0,36 %, France hors Mayotte : +2,11 %).
| 1793 | 1800 | 1806 | 1821 | 1831 | 1836 | 1841 | 1846 | 1851 |
| ---- | ---- | ---- | ---- | ---- | ---- | ---- | ---- | ---- |
| 317  | 272  | 272  | 280  | 260  | 431  | 422  | 449  | 419  |

| 1856 | 1861 | 1866 | 1872 | 1876 | 1881 | 1886 | 1891 | 1896 |
| ---- | ---- | ---- | ---- | ---- | ---- | ---- | ---- | ---- |
| 330  | 375  | 582  | 330  | 288  | 317  | 320  | 319  | 290  |

| 1901 | 1906 | 1911 | 1921 | 1926 | 1931 | 1936 | 1946 | 1954 |
| ---- | ---- | ---- | ---- | ---- | ---- | ---- | ---- | ---- |
| 298  | 292  | 271  | 234  | 246  | 234  | 200  | 156  | 156  |

| 1962 | 1968 | 1975 | 1982 | 1990 | 1999 | 2004 | 2006 | 2009 |
| ---- | ---- | ---- | ---- | ---- | ---- | ---- | ---- | ---- |
| 120  | 120  | 133  | 149  | 129  | 123  | 118  | 113  | 120  |

| 2014 | 2019 | 2022 | - | - | - | - | - | - |
| ---- | ---- | ---- | - | - | - | - | - | - |
| 116  | 113  | 111  | - | - | - | - | - | - |

#### Pyramide des âges
La population de la commune est relativement âgée.
En 2018, le taux de personnes d'un âge inférieur à 30 ans s'élève à 24,8 %, soit en dessous de la moyenne départementale (31 %). À l'inverse, le taux de personnes d'âge supérieur à 60 ans est de 41,6 % la même année, alors qu'il est de 31,1 % au niveau départemental.
En 2018, la commune comptait 56 hommes pour 58 femmes, soit un taux de 50,88 % de femmes, légèrement supérieur au taux départemental (50,87 %).
Les pyramides des âges de la commune et du département s'établissent comme suit.
| Hommes | Classe d’âge | Femmes |
| ------ | ------------ | ------ |
| 1,8    | 90 ou +      | 1,8    |
| 10,7   | 75-89 ans    | 14,0   |
| 26,8   | 60-74 ans    | 28,1   |
| 25,0   | 45-59 ans    | 21,1   |
| 12,5   | 30-44 ans    | 8,8    |
| 12,5   | 15-29 ans    | 15,8   |
| 10,7   | 0-14 ans     | 10,5   |

| Hommes | Classe d’âge | Femmes |
| ------ | ------------ | ------ |
| 0,9    | 90 ou +      | 2,5    |
| 8,4    | 75-89 ans    | 11,7   |
| 20,4   | 60-74 ans    | 20,5   |
| 21,3   | 45-59 ans    | 20,3   |
| 16,8   | 30-44 ans    | 16,3   |
| 15,2   | 15-29 ans    | 13,2   |
| 17     | 0-14 ans     | 15,6   |

## Économie

### Emploi
| Division       | 2008  | 2013  | 2018  |
| -------------- | ----- | ----- | ----- |
| Commune        | 1,3 % | 6,1 % | 9,4 % |
| Département    | 6,3 % | 7,7 % | 7,7 % |
| France entière | 8,3 % | 10 %  | 10 %  |

En 2018, la population âgée de 15 à 64 ans s'élève à 65 personnes, parmi lesquelles on compte 71,9 % d'actifs (62,5 % ayant un emploi et 9,4 % de chômeurs) et 28,1 % d'inactifs,. En  2018, le taux de chômage communal (au sens du recensement) des 15-64 ans est supérieur à celui du département, mais inférieur à celui de la France, alors qu'il était inférieur à celui du département et de la France en 2008.
La commune fait partie de la couronne de l'aire d'attraction de Brioude, du fait qu'au moins 15 % des actifs travaillent dans le pôle,. Elle compte 20 emplois en 2018, contre 29 en 2013 et 15 en 2008. Le nombre d'actifs ayant un emploi résidant dans la commune est de 40, soit un indicateur de concentration d'emploi de 49,9 % et un taux d'activité parmi les 15 ans ou plus de 45,5 %.
Sur ces 40 actifs de 15 ans ou plus ayant un emploi, 7 travaillent dans la commune, soit 18 % des habitants. Pour se rendre au travail, 80 % des habitants utilisent un véhicule personnel ou de fonction à quatre roues, 2,5 % les transports en commun, 7,5 % s'y rendent en deux-roues, à vélo ou à pied et 10 % n'ont pas besoin de transport (travail au domicile).

## Culture locale et patrimoine

### Lieux et monuments

#### Viaduc de la Violette
À hauteur du village de Montgon, l'autoroute A75 enjambe la vallée de la Violette par un viaduc aux proportions considérables : le viaduc de la Violette.

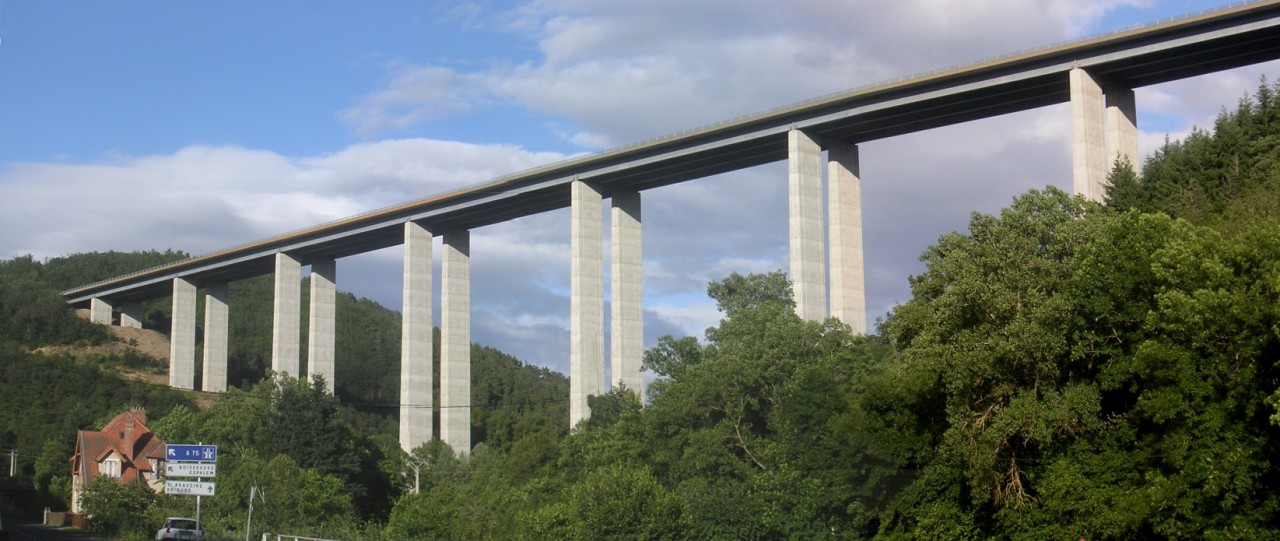
Le viaduc de la Violette.

#### Château de Montgon

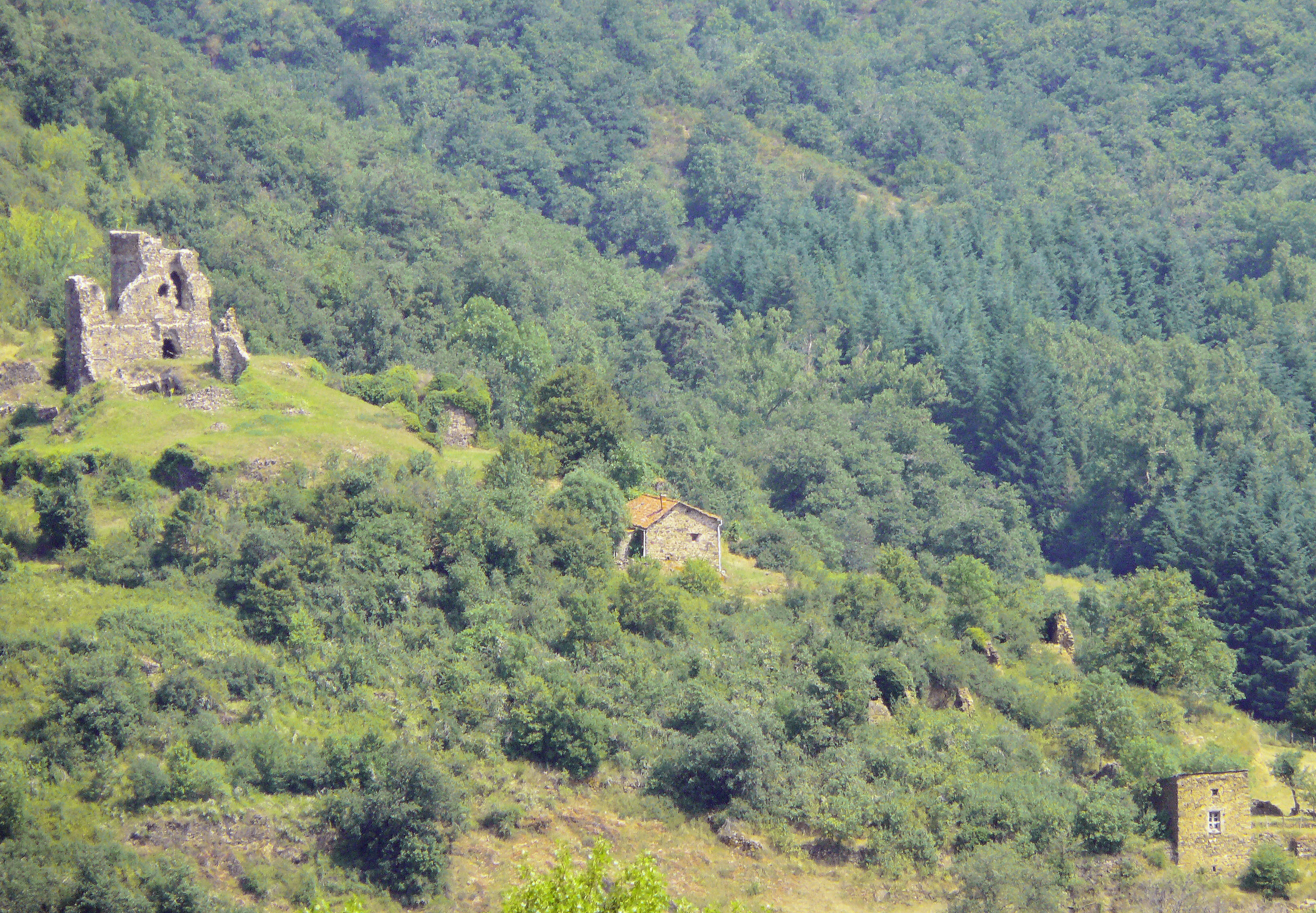
Château de Montgon.

Le château de Montgon, est assis au sommet d'une éminence qui domine au sud le vallon arrosé par le ruisseau de la Violette. Il est bordé à l'ouest par un ravin. Au nord la pente continue à s'élever jusqu'à une table basaltique qui borde le plateau d'Espalem. La grosse tour date probablement du XIIIe siècle ou du XIVe ; la tour d'angle nord-est de la première enceinte qui lui est identique doit être contemporaine. L'état des ruines ne permet pas d'avancer une date précise, il est probable que la plus grande partie des constructions qui subsistent a été effectuée au XIIIe siècle.

#### Le château de Fleurival
Le château de Fleurival situé au bord de l'Alagnon est transformé en gîte.